# Crestot
Crestot település Franciaországban, Eure megyében. Lakosainak száma 544 fő (2022. január 1.). Crestot Cesseville, Criquebeuf-la-Campagne, Fouqueville, Hectomare és Iville községekkel határos.

## Népesség
A település népességének változása:
| Lakosok száma | 189  | 259  | 304  | 368  | 498  | 538  | 565  | 594  | 575  | 544  |
|               | 1968 | 1982 | 1990 | 2006 | 2013 | 2015 | 2017 | 2019 | 2020 | 2022 |